# Shaw Farm

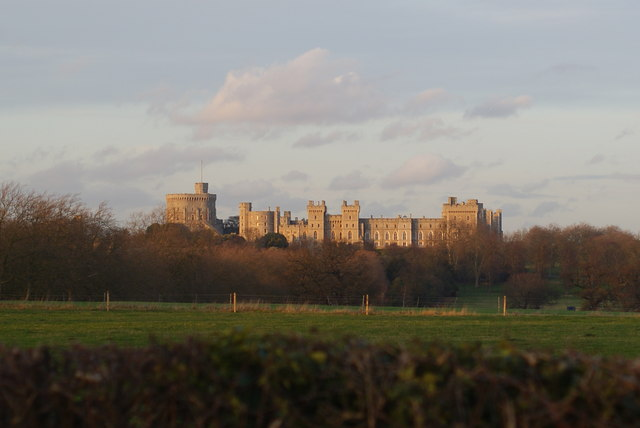
Campos de Shaw Farm, mirando hacia el Castillo de Windsor.

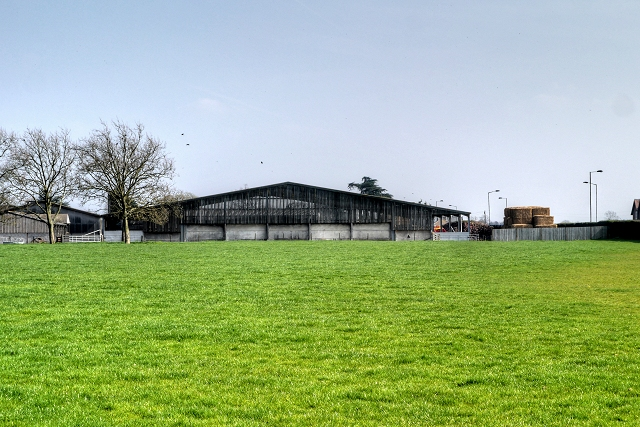
Edificios de la granja.

Shaw Farm es una granja que está en la propiedad real de Windsor. Originalmente una granja doméstica del Castillo de Windsor, a principios del siglo XIX pasó a ser propiedad de la princesa Augusta Sofía. A su muerte en 1840, fue comprado por Crown Estate. En 1851, el agricultor arrendatario fue desalojado y Alberto de Sajonia-Coburgo-Gotha, se hizo cargo de la tenencia. Alberto la dirigió como una granja modelo y construyó una serie de edificios, incluida una nueva granja y viviendas para los trabajadores. Alberto crio una variedad de ganado, incluidos los caballos Clydesdale ganadores de premios. Tras la muerte de Alberto, la granja se utilizó para albergar ganado exótico regalado a la reina Victoria.

## Historia temprana
La granja tiene sus orígenes como una granja doméstica para el suministro de comestibles al cercano Castillo de Windsor. A principios del siglo XIX, era propiedad de la princesa Augusta Sofía y la familia Voules la alquilaba. Se amplió en 1817 durante el cercamiento de Windsor y en la primera parte del reinado de la reina Victoria, con la demolición de las viviendas de los trabajadores, anteriormente un hospital cedido a la Corona por Windsor Corporation en 1784. En septiembre de 1840, la finca fue comprada por el Crown Estate, a la muerte de Augusta Sofía.
La tierra fue arrendada por la Corona a un señor Watkins y, después de su muerte en 1845, a su yerno Charles Cantrell. Se agregaron más tierras a la granja en 1843 con la compra por parte de la Corona de la finca Keppel al sur y al este.

## Granja modelo de Alberto
El esposo de Victoria, el príncipe Alberto, había administrado la cercana Home Farm desde 1841 y buscaba expandir su tierra, que se usaba como una granja modelo. En febrero de 1851, se le informó a Cantrell que su arrendamiento terminaría a favor de Alberto. Cantrell solicitó sin éxito una compensación. La decisión también puede haberse tomado ya que la construcción de Albert Road en esta época dividió las tierras de Shaw Farm y puede haber afectado su viabilidad para un arrendatario comercial. El alquiler anual de Alberto para Crown Estate era de casi 250 libras esterlinas (equivalente a 5825 libras esterlinas en 2021).
Alberto construyó varios edificios nuevos en el sitio antes de su muerte en 1861. La mitad de estos fueron financiados por Alberto y la otra mitad por Crown Estate. Alberto mostró preocupación por el bienestar de sus trabajadores y se construyó una casa de ocho habitaciones con torre al norte de los edificios principales de la granja para su alojamiento. Se construyeron dos cabañas para trabajadores en Albert Road a partir de 1852, a un costo de £ 450 (equivalente a £ 52 000 en 2021), y una nueva granja durante 1853-54 a un costo de £ 5690 (equivalente a £ 612 688 en 2021). La granja se consideraba bien equipada según los estándares de principios de la época victoriana, con establos, boxes para ganado, establos, gallinero, pocilgas, un establo de ovejas cubierto y un tanque de estiércol.
Alberto delegó el funcionamiento general de la granja al teniente general William Wemyss (fallecido en 1852) y luego a sus administradores, el Sr. Wilson y luego el Sr. Tait. Alberto introdujo una manada de ganado lechero de cuernos cortos en 1853. También crio caballos Clydesdale con los que ganó premios de la Royal Agricultural Society of England, cerdos Berkshire y ovejas Cheviot.

## Era Victoriana
En 1862, el año siguiente a la muerte de Alberto, la granja ascendía a 308 acres (125 ha), de las cuales 102 acres (41 ha) se utilizaban para cultivos herbáceos y el resto como pasto. La granja fue trabajada por seis pares de caballos de arado y empleó a 30 hombres a tiempo completo, y más por temporadas. Royal Collection tiene una pintura de la granja en este período.
La granja se utilizó para albergar una cantidad de ganado exótico regalado a la reina. Esto incluía ganado cebú presentado por el maharajá de Mysore en 1862, ganado zulú de Garnet Wolseley, primer vizconde de Wolseley, en 1880, jabalí enviado desde Sandringham por Eduardo, príncipe de Gales, y un canguro. La granja contenía un conjunto de habitaciones para Victoria desde las cuales podía ingresar directamente al departamento de aves de corral.

## Historia posterior
El sitio sigue siendo una granja activa. Durante el funeral de Estado de Isabel II el 19 de septiembre de 2022, la procesión hacia el Castillo de Windsor comenzó desde la puerta de Shaw Farm en Albert Road, donde se unió al coche fúnebre estatal que transportaba el ataúd de la reina desde Londres.

## Lectura adicional
- Morton, John Chalmers (1863). The Prince Consort's Farms: An Agricultural Memoir (en inglés). Longman, Green, Longman, Roberts, & Green.

- Esta obra contiene una traducción  derivada de «Shaw Farm, Windsor» de Wikipedia en inglés, concretamente de esta versión del 19 de septiembre de 2022, publicada por sus editores bajo la Licencia de documentación libre de GNU y la Licencia Creative Commons Atribución-CompartirIgual 4.0 Internacional.

- Datos: Q114060393